# Simón Cañarte
Simón Raúl Cañarte Arboleda (Guayaquil, 3 de agosto de 1933 – 30 de junio de 2022) fue un futbolista ecuatoriano, reconocido como el primer máximo goleador del Campeonato Ecuatoriano de Fútbol y figura destacada del Barcelona Sporting Club durante la década de 1950.

## Trayectoria
Cañarte inició su carrera en el club Banco La Previsora. Fue descubierto por el dirigente Paul Schuller, quien lo incorporó al Barcelona Sporting Club en 1951, cuando tenía 18 años. Pronto se consolidó como titular en el equipo.
En 1954 se convirtió en el máximo goleador del torneo de la Asociación de Fútbol del Guayas, con 13 anotaciones. En 1955 fue parte del equipo que consiguió el primer título profesional de Barcelona SC a nivel provincial.
En 1957, durante la primera edición del Campeonato Ecuatoriano de Fútbol, Cañarte fue el máximo goleador del certamen, con cuatro tantos, a pesar de que su equipo finalizó como subcampeón. Sus goles fueron decisivos frente a clubes como Aucas y Deportivo Quito.

### Retiro
A pesar de su desempeño en el campo, se retiró tempranamente del fútbol profesional en 1958, a los 25 años. En ese momento, las condiciones económicas del fútbol ecuatoriano no permitían dedicarse exclusivamente a esta actividad. Cañarte optó por continuar su carrera laboral en una compañía bananera.

## Vida personal
Falleció el 30 de junio de 2022. Fue hermano del también futbolista Climaco Cañarte. Tuvo un hijo del mismo nombre, dedicado al periodismo deportivo.

## Clubes
| Club          | País    | Año       |
| ------------- | ------- | --------- |
| Barcelona S.C | Ecuador | 1951-1958 |

## Palmarés

### Campeonatos provinciales
| Título                  | Club          | País    | Año  |
| ----------------------- | ------------- | ------- | ---- |
| Campeonato de Guayaquil | Barcelona S.C | Ecuador | 1955 |

### Distinciones individuales
| Distinción                                              | Año  |
| ------------------------------------------------------- | ---- |
| Goleador del Campeonato de Fútbol del Guayas (13 goles) | 1954 |
| Goleador del Campeonato Ecuatoriano de Fútbol (4 goles) | 1957 |